# پسر فرانکشتاین
پسر فرانکشتاین (انگلیسی: Son of Frankenstein) فیلمی ترسناک به کارگردانی رولند وی. لی است که در سال ۱۹۳۹ منتشر شد.

## داستان
یکی از پسران فرانکنشتاین پدرش را در حالت کما پیدا می‌کند. حال باید بفهمد چه کسی با او این کار را کرده‌است و انتقام پدرش را بگیرد.

## بازیگران
- بازیل رتبون
- بوریس کارلوف
- بلا لاگوسی
- لیونل اتویل
- جوزفین هاچینسون
- لورنس گرانت
- لایونل بلمور
- کلارنس ویلسون
- وارد باند
- راس پاول